# Rivière Noire (vattendrag i Kanada, Québec, lat 46,21, long -73,56)
Rivière Noire är ett vattendrag i Kanada.   Det ligger i provinsen Québec, i den sydöstra delen av landet, 190 km nordost om huvudstaden Ottawa.
I omgivningarna runt Rivière Noire växer i huvudsak blandskog. Runt Rivière Noire är det ganska glesbefolkat, med 34 invånare per kvadratkilometer.